# 빵가루

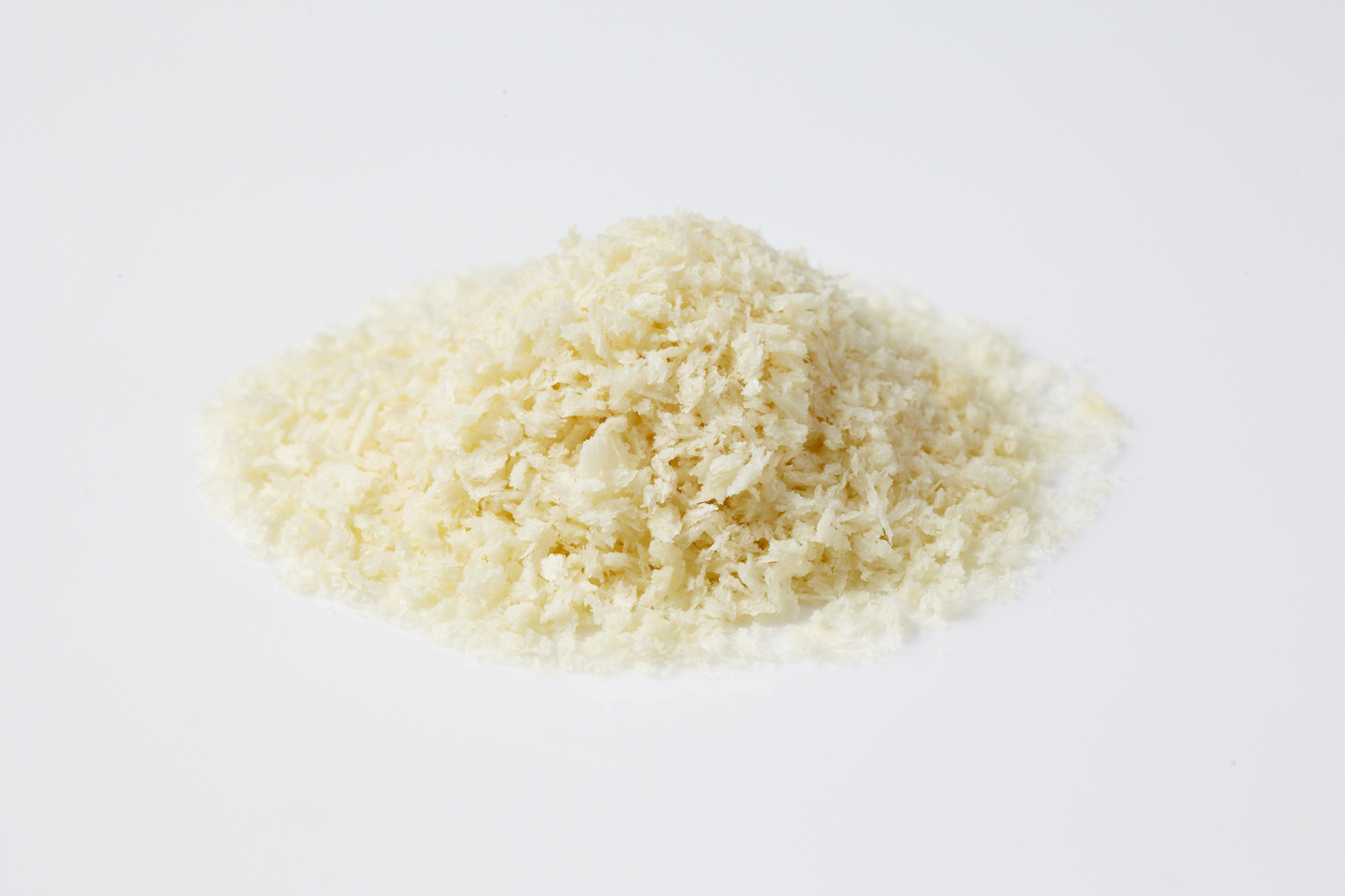
빵가루

빵가루(bread crumbs)는 빵 등을 분말 형태로 분쇄한 조리용 가공 식품이다. 주로 캐서롤에 담긴 음식 위에 토핑을 하거나 파르스 등의 속을 채우거나 스튜 등을 걸쭉하게 만들거나 미트로프 등의 증량을 키우는 데 사용되며, 돈가스나 슈니첼 등 튀김을 만들 때 튀김옷으로 활용되기도 한다.

## 같이 보기
- 밀가루
- 튀김
- 돈가스